# O Bizantino
O Bizantino, é um romance histórico e místico de Miguel M. Abrahão escrito em 1984. Ele apresenta como tema principal a possibilidade de o humano chegar ao conhecimento pleno da imortalidade divina, traduzido pela ideia cínica de que a vida é uma série de perdas e memórias. É um romance psicológico inspirado na vida religiosa da Constantinopla do século VI, mitos, crenças, conflitos e folclore místico e demonstra que quando o poder da fé é um instrumento em mãos canalhas, suas ações transformam o homem num sonâmbulo a viver na obscuridade e na manipulação egoísta, forjando o seu próprio tempo como o metal fundido. O mundo sobrenatural, de acordo com as teorias Gnósticas ou Gnosticismo, é acentuado nesse romance cheio de presságios e milagres, Aeons e energia divina transmitida.

## Trama
Teia Flavius Diocleciano, cansado e aos 76 anos de idade, se recolhe a uma gerontokomia a fim de escrever suas memórias e revelar ao mundo o perigoso e divino conhecimento que adquirira e que quase lhe custara a vida e a salvação da própria alma.  Ele procura narrar os fatos em ordem cronológica, a partir de seu nascimento obscuro e das terríveis histórias apocalípticas que ouvira do pai Flavius Diocleciano sobre o Demiurgo e seu maligno desejo de manter a ilusão da existência de um mundo material, ofuscando nos homens uma real possibilidade de ele atingir a paz com o conhecimento sobre a Luz Divina. Ainda menino, ele sonha em ser arquiteto e conhece uma jovem filha de um tratador de ursos de Constantinopla – Teodora – e por quem irá se apaixonar perigosamente.
¬ Se buscares a felicidade, mira um pontinho do céu. Aponta tua flecha para ele e atira. Se tiveres boa pontaria, o planeta irá vibrar por ti e por tuas vitórias – dirá a moça mais tarde a ele.
O destino os separa na adolescência, mas o desejo persiste em Teia:
¬ “O homem é inferior ao desejo, porque é do desejo que nasce o homem".
Ao mesmo tempo, junto do amigo inseparável Estevão, conhece os prazeres da carne com as prostitutas Cora e Criseia. Tal envolvimento sexual faz com que seu mestre e tutor, Isidoro de Mileto, com a aprovação dos pais de Teia, o leve por motivos ignorados e a fim de manter o próprio bem-estar do rapaz, para Gangra, cidade da Ásia Menor. Estevão o acompanha e, uma vez lá, permanecem por longos anos. Durante a sua estadia, Teia, escondido atrás de uma porta, presencia o assassinato de um ancião cometido por homens que o atacaram na tarde anterior. Seu susto será maior quando, mesmo com a pouca claridade, ver que seu tutor, Isidoro de Mileto, era conivente e foi o mandante do crime. Teia tenta esclarecer tudo, mas é impedido pela jovem e misteriosa Helena. Todavia, no dia seguinte, ele revê – e bem vivo caminhando nas ruas de Gangra! – o ancião que achara ter sido morto na noite anterior. Apavorado e confuso tenta esclarecer com Isidoro de Mileto o ocorrido e vê novamente seu destino ser alterado. Mais uma vez, em nome de sua proteção, o tutor o envia com o amigo Estevão para a longínqua Roma. Na Cidade Eterna, Teia descobre o primeiro grande segredo que envolve sua vida: ele é adotivo e sua mãe biológica, Agripina, lhe é apresentada. A história toda é confirmada por meio de metade de um medalhão que ele sempre carregara no pescoço e que trazia parte de uma inscrição herética, condenada peloConcílio da Calcedônia . A outra metade era ostentada por Amalasunta, a herdeira do rei godo Teodorico de Ravena. Agripina quer reconhecê-lo como o filho que fora obrigada a abandonar, mas é impedida pelo misterioso Marco Vinicius, seu noivo, que enxota Teia da residência materna e lhe confisca o medalhão. Teia e Estevão buscam refúgio nos mosteiros de Pai Bento Bento de Nursia e, durante algum tempo, parecem ter paz. Entretanto um novo acontecimento trará reviravoltas em sua vida: Cora, a prostituta, que ele reencontrara em Roma como criada de Agripina, é acusada de carregar em seu ventre o filho do diabo. Teia é convencido de que o feto é fruto de sua carne e decide ir a Ravena implorar o perdão de Teodorico, o Godo. Mas o homem tem outros planos para ele ao saber da história do medalhão e da rejeição de Agripina à maternidade. A vida de Teia sofre novas mudanças e ele deve partir numa busca de si mesmo e da sua verdadeira história. Ao longo do caminho, ele encontra e perde muitos dos entes queridos, sendo levado a crer que é um “escolhido”, um Aeon  e que somente ele pode, através dos poderes do medalhão, fechar ou abrir os portões do Paraíso para os homens. 
Teia se vê como imortal, dotado de carne terrena e é um candidato a uma odisseia misteriosa e fascinante, cujo maior objetivo é derrotar o Demiurgo ou Sabaoth, segundo os Livros Apócrifos no capítulo da Hipóstase dos Arcontes e conduzir a humanidade para o conhecimento e a luz do Pleroma 
A história de Teia Flavius Diocleciano, durante sua longa jornada de luta, aborda temas como a religião, o poder das ideias, o valor da vida humana, a busca da verdade, enquanto bens materiais perdem o seu significado, o conhecimento e aprendizagem são vaidades, a vida é apenas um monte de momentos, que são organizados em uma fila só para fazê-los parecer ter uma continuação lógica.  E a futilidade da vida é melhor compreendida na morte...
O Bizantino é uma grade de flashback traduzido por sentimentos difusos e fortes como o do grande amor, do sentimento de finalidade, da falsa esperança, da presença da morte,  da violência, das religiões conflitantes da história, da natureza humana, da origem do orgulho, das reflexões existencialistas, das alegrias e tristezas.

## Análise da Obra
O Bizantino se passa em uma época em que a doutrina da fé cristã ortodoxa não mais satisfazia a necessidade das pessoas em relação à exegese divina e todos estão à procura de algo para trazer sentido às suas vidas. Na verdade é um romance marcado pela ambiguidade do desgosto/realismo, onde histórias sobre regiões fronteiriças da escuridão eterna, servem como pano de fundo das histórias sombrias do Império Bizantino no século VI.
Constantinopla, por sua vez, é descrita muito bem com suas muralhas intransponíveis, suas igrejas sagradas, seu porto protegido, seu povo envolvido melancolicamente em intrigas políticas, religiosas e superstições.

## Tempo Histórico
O romance tem como pano de fundo a 1ª metade do século VI. Uma época marcada pelo crescimento das superstições e preconceitos, pelo embate de ideias cristológicas envolvendo a natureza transcendental de Jesus Cristo e concepções Gnósticas - Gnosticismo - e Ortodoxas sobre o tema.

## Tempo Diegético
Na narração da obra, a cronologia da ação – quer sejam eventos reais ou ficcionais – data entre 497 e 573 d.C. (76 anos), iniciando com o nascimento de Teia Flavius Diocleciano, durante o reinado do Imperador bizantino Anastácio, o Isauriano e terminando com seu recolhimento num asilo de Constantinopla sob o domínio da Imperatriz Sophia Sofia (imperatriz).

## Tempo do Discurso
O modo como flui a cronologia da ação (tempo diegético) é na maior parte do romance linear, tendo, porém algumas anacronias, tal como a analepse, a prolepse, utilizada, por exemplo, para narrar à morte de Lucas e sua ressurreição, e a elipse, utilizada na descrição do período em que Teia procura sua verdadeira missão durante 17 anos; e ainda a presença do narrador/protagonista, através dos seus comentários, juízos críticos, registros de língua, e referências ao século VI.

## Espaço Físico
O cenário da obra tem vários macro espaços:
- Constantinopla, cidade predominante na história desde a juventude até a fase adulta de Teia, onde ele viverá os momentos que aumentarão suas angústias e inseguranças com relação a si próprio, seu destino e missão.
- Itália, cujos micro espaços são:
- Roma: cidade onde Teia conhece parte de sua origem e da verdade sobre o medalhão que traz em seu pescoço desde a infância.  * Núrcia: cidade onde ele busca a paz, sabedoria e conforto sob os auspícios de São Bento e seu mosteiro.
- Ravena: Cidade onde Teia viverá alguns dos momentos mais trágicos de sua jornada a caminho do verdadeiro conhecimento.
- Ásia Menor (Gangra) e Oriente Próximo (Jerusalém, Alexandria e Antioquia): Locais onde Teia Flavius Diocleciano descobre vestígios de histórias antigas ligadas ao seu nascimento e onde, mais tarde, encontra explicações para muitas de suas dúvidas.
- Norte da África: Local onde se dará a primeira noite de amor entre ele e Teodora e que vai influir no desfecho de sua história[4]

## Personagens Fictícios
- Teia Flavius Diocleciano: Narrador da história que revela seus segredos de 76 anos de idade. Contemplativo, inseguro, sempre em busca da verdade sobre si mesmo e do conhecimento acerca do Divino. Mais tarde, envolvido pela trama bem urdida do Demiurgo, acredita ser um Aeon a procura de sua Sizígia.
- Estevão: amigo de infância de Teia. É mulherengo e adepto do pecado da carne. Não está muito convicto de realidades soTexto a negritobrenaturais a sua volta. Revela um caráter dúbio, mas dedica profunda fidelidade ao protagonista.
- Flavius Diocleciano: Pai adotivo de Teia. Jurista honesto e devoto a sua fé, a princípio ortodoxa. Revela-se um ferrenho protetor e defensor de suas crenças religiosas e estará no epicentro dos mistérios que envolvem o protagonista.
- Teodote: mãe adotiva de Teia, esposa dedicada de Flavius. Foi a guardiã de Teia e do segredo do medalhão.
- Marco Vinicius: romano ambíguo, soturno e de muitas facetas. Pode ser um herói ou um vilão, pois é desta maneira que Teia o verá em diversos momentos da narrativa. Foi noivo de sua mãe biológica Agripina.
- Agripina: dama romana, mãe biológica de Teia, cujo destino foi deliberadamente marcado por traições e perdas determinadas pelo Demiurgo.
- Cora: Primeira mulher na vida de Teia Flavius. Prostituta, acaba como dama de companhia de Agripina. Diz gerar um filho de Teia, o menino Lucas. Será o pivô que irá desencadear a trajetória espiritual do protagonista.
- Nestório: Ladrão, companheiro de Cora. Está a par da história sobre a divindade de Teia e trabalha para homens poderosos de Constantinopla.
- Criseia: Companheira de Cora na prostituição. É com ela que Estevão perde sua virgindade e inocência na adolescência.
- Lucas: O possível filho ou não de Teia e Cora.
- Helena: Moça misteriosa, virgem convicta que Teia conhece numa estalagem em Gangra.
- Pátroclo de Corintho: Velho militar, servidor nas tropas de Teodorico, o godo. Terá importância crucial nos segredos que envolvem o medalhão de Teia.[4]

## Personagens Históricos (principais)
- Isidoro de Mileto: Arquiteto bizantino do século VI que nasceu em Mileto. Torna-se o tutor e principal protetor de Teia.
- Dióscoro II de Alexandria: Diácono a serviço do Papa Hormisdas e que se tornou antipapa durante alguns dias no ano de 530. É um dos principais colaboradores do Demiurgo ao mesmo tempo em que ambiciona poder para si mesmo.
- Anastácio I Dicoro: Imperador bizantino de 491 até sua morte em 518. Utiliza-se de Teia para equilibrar seu poder entre monofisitas e ortodoxos. No final da vida, se arrepende e quer fazer dele seu sucessor.
- Teodora, Imperatriz: Foi imperatriz do Império Bizantino e esposa do imperador Justiniano I entre 527 a 548. Conheceu Teia ainda adolescente, reencontrando-o na África e, posteriormente no Egito. Traz grandes segredos e os usa em seu próprio benefício.  Foi o grande amor de Teia e se tornará o principal obstáculo em sua vida.
- Justiniano I: Foi imperador bizantino desde 1 de agosto de 527 até a sua morte em 565. Ambicioso e cruel vê em Teia um rival a ser eliminado. Todavia, outros interesses o impedem de fazê-lo.
- Procópio de Cesareia: Historiador bizantino do século VI, cujas obras constituem a principal fonte de informação sobre o governo, a vida, política e guerras de Justiniano I. Amigo de Teia. Acabam por se conhecer ainda jovens em Gangra.
- Justino: General e comandante da guarda palaciana em Constantinopla durante o reinado de Anastácio. Tornou-se Imperador Romano do Oriente de 518 a 527. Era tio de Justiniano I e se deixou manipular por um misterioso homem que desencadeia a história de Teia e suas desventuras.
- General Belisário: Foi um dos grandes generais do Império Bizantino e garantiu a expansão das fronteiras para além de Constantinopla. Conheceu Teia quando criança. É dominado por Teodora e Justiniano.
- Vitaliano (general): General do Império bizantino que se rebelou contra o imperador Anastácio I, o Isauriano. Aliado de Dióscuro e do Demiurgo, mas tem ideias e interesses próprios. Seus propósitos ficarão bem claros no decorrer da história.
- Filoxeno: Foi um dos mais notáveis pensadores religiosos da época e um defensor ferrenho do miafisismo (Doutrina Herética sobre a natureza de Cristo). Também conhecido como Xenaias. Amigo do pai de Teia e seu protetor. Foi ele quem repartiu o medalhão entre Teia e Amalasunta.
- Pedro Mongo: Foi um Patriarca de Alexandria de 477 até a sua morte em 490. Líder da Organização que, antes de ser extinta, buscava manter a integridade de Teia para atender aos objetivos divinos.
- Severo de Antioquia: Foi Patriarca de Antioquia entre 512 e 518 d.C. Rival de Mongo e mentor de Teodora.
- Papa João I: Papa romano de 13 de agosto de 523 até 18 de maio de 526. Procura neutralizar o poder do medalhão de Teia, mas tem em Teodorico um grande inimigo.
- Amalasunta: Filha legítima de Teodorico, o godo, foi regente dos ostrogodos de 526 a 534 d.C. Estava convencida de que fora reservada para ser a sizígia de Teia por ser ela mesma tão escolhida quanto ele.
- Teodorico, o Godo: Rei dos Ostrogodos de 474 a 526 d.C. Vê em Teia a chance de fazer uso do medalhão e de seus poderes.
- Timóteo I de Constantinopla: Patriarca de Constantinopla entre os anos de 511 a 517 d.C. Inicialmente, mais um protetor de Teia, até que a ambição lhe toma a alma.
- Papa Hormisdas: Foi Papa entre 20 de julho de 514 até seis de agosto de 523 d.C. Homem santo que temia os poderes do medalhão e do que disso poderia advir.
- São Bento de Núrsia: Santo católico que edificou o Mosteiro de São Bento e redigiu as Regras Beneditinas. Homem santo, grande conselheiro e pai espiritual de Teia.
- Santo Saba ou Savas, o Santificado: Santo palestino e monge da Igreja Cristã Oriental. Homem santo que revela a Teia segredos sobre seu destino.
- João da Capadócia: Prefeito de Constantinopla durante o reinado de Justiniano I. Aliado do Imperador e de seus interesses contra Teia.[4].